# Waterhouses
Waterhouses – wieś i civil parish w Anglii, w Staffordshire, w dystrykcie Staffordshire Moorlands. W 2011 roku civil parish liczyła 1134 mieszkańców. W granicach civil parish leżą także miejscowości Calton, Cauldon i Waterfall.